# Alberto Martén Chavarría
Alberto Martén Chavarría (San José, 26 de marzo de 1909-26 de diciembre de 2009) fue un intelectual y político costarricense.

## Biografía
Alberto Martén fue hijo de Ernesto Martín Carranza, quien en 1914, fue nombrado diplomático en Bélgica y luego en Francia.  Martén realiza entonces la primaria y una parte de la secundaria en el prestigioso Lycée Buffon de París.  De regreso a Costa Rica, siguió sus estudios en el Colegio Seminario, y posteriormente en el Liceo de Costa Rica de dónde obtuvo su Bachillerato en 1928.  
Se graduó de la Escuela de Derecho de Costa Rica en 1933, fue presidente de la primera Federación de Estudiantes universitarios de Costa Rica en 1930, así como fundador del Partido Acción Democrática en 1943 que posteriormente sería una de las bases del Partido Liberación Nacional.  Toma parte en la Guerra del 48 como Segundo Comandante en Jefe de las Fuerzas Insurgentes de José Figueres Ferrer a quien conocía desde su época de estudiante en el Colegio Seminario.  
Pensador económico de la Junta Fundadora de la Segunda República, fue el promotor en 1948 del Decreto de la Nacionalización Bancaria. De 1949 a 1961 estuvo a cargo de Oficina de Coordinación Económica, lo cual le permitió desarrollar el movimiento social obrero-patronal conocido como Solidarismo.  
En marzo de 2009, la Asamblea Legislativa nombró a don Alberto como fundador del Movimiento Solidarista Costarricense y Benemérito de la Patria por unanimidad de todos los diputados según acuerdo del Plenario Legislativo N.º 6383-08-09.

## Ascendencia
Alberto Martén fue biznieto del Presidente Bruno Carranza Ramírez, y nieto de Gregorio Martín de Castro, cubano de origen francés, emigrado a Costa Rica en el siglo XIX.  Martén en vez de Martín resulta de la pronunciación fonética de Martin en francés.

## Obra
Entre su obra se encuentra:
- Principios de Economía Política (1944)
- Democracia política y democracia económica (1947)
- Teoría Metafísica del dinero (1951)
- Solidarismo y racionalización: Un sistema de garantías económicas (1948)
- El comunismo vencido (1952)
- La alternativa social: garantías económicas o sangre (1977)
- La Capitalización Universal (1984)